# Heinrich Borgmann

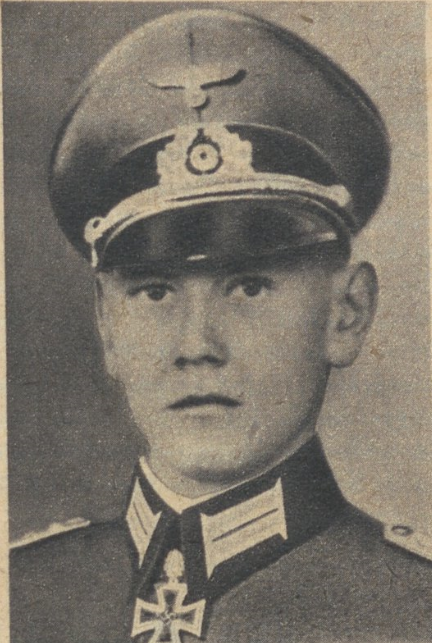
Hauptmann Heinrich Borgmann

Heinrich Borgmann (* 15. August 1912 in Angermünde; † 5. April 1945 in Magdeburg) war ein deutscher Offizier, zuletzt Oberst im Generalstab sowie Adjutant von Adolf Hitler.

## Leben
1932 trat Borgmann in das 5. (Preußische) Infanterie-Regiment der Reichswehr ein.
Als Chef der 9. Kompanie des Infanterieregiments 46 nahm er am Überfall auf Polen, wie auch am Westfeldzug teil. Danach wurde er Führer der Vorausabteilung „Borgmann“ in der 30. Infanterie-Division. Im Deutsch-Sowjetischen Krieg war er in der Heeresgruppe Nord der Führer der Radfahrabteilung 30, dann führte er das 3. Bataillon des Infanterieregiments 46 und schließlich wieder die „Kampfgruppe Borgmann“. Am 7. Februar 1942 wurde er schwer verwundet und am 11. Februar 1942 erhielt er das Eichenlaub zum Ritterkreuz des Eisernen Kreuzes. Es erfolgte seine Versetzung zur Kriegsakademie in Berlin mit der Ausbildung zum Generalstabsoffizier. Als Ib und Ia diente Borgmann bei verschiedenen Divisionen. Im Juli 1943 wurde er der Verbindungsoffizier des Heeres bei Adolf Hitler, der als Reichskanzler auch Oberbefehlshaber des Heeres war. Beim Attentat vom 20. Juli 1944 wurden Anwesende, die zu seiner Linken standen, und der Stenograph Heinrich Berger, der rechts von ihm stand, durch die Explosion getötet. Er überlebte mit schweren Verletzungen und erhielt das Verwundetenabzeichen 20. Juli 1944.
Nach der Genesung wurde er zum Oberst befördert. Am 2. April 1945 wurde er Kommandeur der neu aufgestellten Volksgrenadier-Division „Scharnhorst“, einem Verband der 12. Armee. Noch vor der Befehlsübernahme wurde er durch einen feindlichen Tieffliegerangriff schwer verwundet und verstarb in einem Lazarett in Magdeburg.

## Auszeichnungen
- Deutsches Reichssportabzeichen in Bronze am 2. Oktober 1930[2]
- Dienstauszeichnung der Wehrmacht, 4. Klasse (4 Jahre) am 2. Oktober 1936[2]
- Eisernes Kreuz (1939) II. und I. Klasse am 14. September und 28. Oktober 1939[2]
- Ritterkreuz des Eisernen Kreuzes[1]
  - Ritterkreuz am 19. Juli 1940 (141. Verleihung)[2]
  - Ritterkreuz mit Eichenlaub am 11. Februar 1942 (71. Verleihung)[2]
- Infanterie-Sturmabzeichen in Silber am 3. Oktober 1940[2]
- Verwundetenabzeichen 20. Juli 1944 in Silber[2]